# Elasmus missouriensis
Elasmus missouriensis är en stekelart som beskrevs av Girault 1917. Elasmus missouriensis ingår i släktet Elasmus och familjen finglanssteklar. Inga underarter finns listade i Catalogue of Life.